# Bariatri
Bariatri er det medicinske felt, der omhandler svær fedme og årsager hertil, relaterede sygdomme, forebyggelse og behandling. I amerikansk sprogbrug har ordet bariatri været brugt siden 1965. Det indgår i mange sammenhænge, blandt andet som "bariatric surgery", "bariatric medicine" og "bariatric societies".
| Lægevidenskab | Spire Denne artikel om lægevidenskab er en spire som bør udbygges. Du er velkommen til at hjælpe Wikipedia ved at udvide den. |